# Magyarország klímazonális övei
Magyarország növényzetét két fontos éghajlati határvonal mentén tagoljuk klímazonális övekre.

## Közép-dunai flóraválasztó
A közép-dunai flóraválasztó, más néven a -2 °C-os januári izoterma választja el a meleg-mérsékelt klímaövet (Köppen klímarendszere szerinti „C klíma”) a hideg-mérsékelt klímaövtől („D klíma”).
- A meleg-mérsékelt klímaövben a januári középhőmérséklet -2 °C felett van. A tél „három hónapos”. Többé-kevésbé az alábbi tájegységek tartoznak ide:
  - Dunántúl
  - Duna–Tisza köze
  - Tiszántúl

- A hideg-mérsékelt klímaövben a januári középhőmérséklet -2 °C alatt van. A tél „négy hónapos”. Többé-kevésbé az alábbi tájegységek tartoznak ide:
- Északi-középhegység
- Észak-Alföld
- Nyírség

A közép-dunai flóraválasztónak különösen az a szakasza jelentős, ahol a Börzsönyben átszeli a Magyar-középhegységet; ez a vonal választja el az Északi-középhegység flóravidékét (Matricum), a Dunántúli-középhegység flóravidékétől (Bakonyicum). Számos, szubmediterrán jellegű növény csak a flóraválasztótól nyugatra, sok kontinentális és kárpáti faj csak attól keletre él.

## A félszáraz és a nedves éghajlati öv határa
- A félszáraz és a nedves éghajlati területek határvonala egyúttal az erdős sztyepp öv és a lombos erdők határa is: a vonalat átlépve az erdős sztyeppet zárt lombkoronaszintű lombhullató erdők váltják fel.

A nedves éghajlati területen belül a következő növényzeti öveket különböztetjük meg a vegetációt meghatározó fafajok alapján:
- montán bükkös öv
- szubmontán bükkös öv
- gyertyános-tölgyes öv
- zárt tölgyes öv